# Paprotno (Świnoujście)
Paprotno (deutsch Friedrichsthal), gewöhnlich Wydrzany genannt, ist ein Stadtteil von Świnoujście (Swinemünde) in der polnischen Woiwodschaft Westpommern.

## Lage
Paprotno liegt auf der Insel Usedom etwa 3,5 Kilometer südwestlich des Stadtzentrums unmittelbar an der deutsch-polnischen Grenze. Westlich der Grenze liegt auf deutscher Seite die Gemeinde Kamminke, mit der Paprotno durch einen Grenzübergang für Fußgänger und Radfahrer verbunden ist. Rund einen Kilometer nördlich befindet sich der Grenzübergang Garz an der Droga krajowa 93.
Im Bereich der Grenze verläuft der vom Wolgastsee bei Korswandt kommende Torfgraben in einer feuchten Niederung bis zum Stettiner Haff. Nach Osten und Südosten erstreckt sich ein größeres Waldgebiet.

## Geschichte
Das Land zwischen Garz und Kaseburg, also der östliche Teil der Insel Usedom, wurde 1242 an das Kloster Dargun verkauft. Nach der Einführung der Reformation im Herzogtum Pommern wurde der Besitz des mecklenburgischen Klosters säkularisiert und durch das herzogliche Amt Wolgast verwaltet.
Im Kaseburger Forstrevier wurde 1805 die Försterei Friedrichsthal als Kolonie, bestehend aus drei Wohnhäusern angelegt. 1825 wurde der Ort Sitz der neuen Oberförsterei Friedrichsthal, für die die Forstreviere Kaseburg und Korswandt zusammengelegt wurden. Der Ort Friedrichsthal gehörte zur Gemeinde Kamminke. Das Forstgut Friedrichsthal bildete ein gemeindefreies Gebiet.
Gegen Ende des Zweiten Weltkriegs wurde die Insel Usedom durch die Rote Armee besetzt. Friedrichsthal wurde durch die Sowjetunion mit dem östlichen Teil der Insel an die Volksrepublik Polen übergeben, nachdem sich beide Länder bis zum 21. September 1945 über den Grenzverlauf zwischen Swinemünde und Greifenhagen geeinigt hatten. Die Straße zwischen Friedrichsthal und Kamminke wurde gesperrt. 1947 wurde durch eine ministerielle Verordnung „Paprotno“ als offizieller polnischer Name des Ortes festgelegt. Später wurde die Bezeichnung „Wydrzany“ gebräuchlich.
Nördlich und südlich des Ortskerns wurden größere Kleingartensiedlungen angelegt. Ende 2009 wurde mit dem Bau einer neuen Brücke über den Torfgraben begonnen. Nach deren Fertigstellung 2010 wurde hier ein Grenzübergang für Radfahrer und Fußgänger eröffnet.

## Persönlichkeiten: Söhne und Töchter des Ortes
- Wilhelm Mueller (1850–1921), deutscher Offizier und Kommandeur der Kaiserlichen Schutztruppe für Kamerun